# Tipula (Yamatotipula) caloptera
Tipula (Yamatotipula) caloptera is een tweevleugelige uit de familie langpootmuggen (Tipulidae). De soort komt voor in het Nearctisch gebied.